# Josef Gerhard Cornelius
Josef Gerhard Cornelius (1783 in Düsseldorf – 11. Oktober 1843 in Wiesbaden) war ein deutscher Theaterschauspieler und -regisseur.

## Leben
Sein Vater war der Kupferstecher und Schauspieler Ignaz Cornelius (1764–1806) und bestimmte den Sohn für die Bühne. Er betrat 1813 in Amsterdam die Bretter und wählte sich ein Fach, das junge Schauspieler selten ergreifen, und zwar das Väterfach. Von 1813 bis 1817 war er in Aachen engagiert und heiratete hier auch die Tochter seines Direktors Schirmer. 1817 nahm er ein Engagement in Aschaffenburg, kam dann nach Würzburg und folgte dort einem Rufe nach Mainz.
Hier gründete er seinen Ruf als hervorragender Schauspieler und brachte sein Talent zur größten Geltung (1820–1826). Nur ungern verließ er Mainz und trat in den Verband des Darmstädter Hoftheaters (1826–1829). Als aber der ihm befreundete Direktor August Haake die Direktion des Mainzer Theaters übernahm, folgte er ihm gerne dahin, wo er noch lange nicht vergessen war, wo sein Wiedererscheinen mit Jubel begrüßt wurde. Streitigkeiten aller Art veranlassten ihn jedoch, Mainz abermals zu verlassen und für ein Jahr nach Köln abzuschließen. Unterdessen wechselte die Direktion und Cornelius wurde sofort wieder nach Mainz gerufen, wo er neuerlich bis 1839 wirkte. Danach arbeitete er nur noch gastierend. Als er 1843 in Wiesbaden gastierte, erkrankte er schwer und starb dann auch dort.
Er wirkte auch als Regisseur.
Der Maler Aloys Cornelius (1748–1800) war sein Onkel.